# Lumphat
Lumphat is een plaats in Cambodja en is de voormalige hoofdplaats van de provincie Ratanakiri. Lumphat telt ongeveer 800 inwoners.